# 林正十郎
林 正十郎（はやし せいじゅうろう、文政7年11月15日（1825年1月3日） - 明治29年（1896年)2月24日）は、幕末の幕臣。軍事学者、翻訳家。旧姓菊池、文久元年 (1861)に母方の姓・林を名乗り、名も欽次と改める。

## 生涯
摂津国西成郡中島新田（現在の大阪市西淀川区）の豪農、菊池秋庭の三男として生まれる。
1840年（天保11年）頃、大坂の商家「紙甚」に奉公に出て、後にその商家へ婿入りし一女をもうけるが商品の運搬船が難破し番頭に売上金を盗まれ没落。1852年（嘉永4年）頃に妻子を残して江戸へ向かう。
1855年（安政2年）、江戸の市川省三、村上英俊のもとでフランス語を学び、高島秋帆と交際し兵学を学び、兵学書を渉漁する。
1861年（文久元年）には蕃書調所の仏学教授手伝に就任。その傍ら本郷の附木棚で私塾を開く。
1858年（安政5年）、再婚。長男・三次郎が生まれる。
慶応年間には、フランス兵学に精通した権威であり、徳川幕府がフランス軍事顧問団を招くと、規則書の翻訳を任された。1866年（慶応2年）には開成所教授職並兼陸軍所三兵御用に任ぜられた。神田孝平、西周などが林の家に下宿していた。
戊辰戦争時には、西洋式兵学の知識を買われ会津藩の援軍として参戦。小銃製造などを扱う。会津にて戦死とされていたが生き延び、1870年（明治3年）に釈放される。同年6月、一橋家の推薦で尾張名古屋藩洋学校（現・愛知県立旭丘高等学校）の仏語教師となり、フランス人ムーリエ（Pierre Joseph Mourier、1827-?)と知り合う。ムーリエはモンペリエ大学医学部を出た医師で、1864年に来日して横浜で開業していたが、宇都宮三郎の紹介で1871年に名古屋藩洋学校の仏語学教師となり、以降1880年まで文部省東京外国語学校、司法省明法寮に勤め、仏語や仏法を教えた。尾張藩の保護の下に設立されたこの洋学校は迎曦塾とも呼ばれていた。
1871年（明治4年）の廃藩置県により尾張藩の保護を失うと、江戸へ戻って兵部省に出仕。同年11月には愛宕町3丁目の三春藩主秋田家の約5000坪の旧江戸屋敷跡を購入。1872年（明治5年）、東京芝愛宕町でフランス語と農学を教える私塾「迎曦塾」をひらき、ラリュー(Charles Larrieu)やフーク(Prosper Fortune Fouque)らを教師に雇う。林自身のフランス語能力は今ひとつで、著作もなく、教育にはフランス人教師に任せていた。元フランス軍事顧問団のデュブスケが教壇に立ったこともあった。幸田露伴や遅塚麗水、広瀬満正らは同塾で菊地松軒（駿助）から漢学を習ったとしている。同塾は1882年（明治15年）まで続いた。
1876年（明治9年）には麻布竜土町（現・六本木）の伊達家下屋敷を購入し、数万坪の茶園を経営し、成功する。19室もある大邸宅を建て、利殖をはかって晩年は財産家として過した。息子の林謙三は弁護士から衆議院議員となった。
日本の慣習や仏教信仰などを一切否定して、当時のマスコミを大いに湧かせた。
明治29年、死去。享年73。